# Pina Loritto
Giuseppa Loritto, detta Pina (Lentini, 19 febbraio 1957), è un'ex calciatrice italiana di ruolo portiere.
Ha giocato in Serie A e vinto lo scudetto con la Jolly Catania, per poi legarsi a lungo con il Gravina, sempre in Serie A.

## Palmarès
- Campionato italiano: 1

Jolly Catania 1978